# React (сингл)
«React» — перший сингл з третього студійного альбому американського реп-гурту Onyx Shut 'Em Down. Трек записано з участю X-1, Bonifucco, Still Livin' і тоді ще невідомого 50 Cent (його перша офіційна поява на пісні іншого виконавця). Сингл посів 62-гу сходинку Hot R&B/Hip-Hop Singles & Tracks та 44-те місце Hot Rap Singles.
Як семпл використано «Mona Lisa» Сліка Ріка. На пісню існує відеокліп. Режисер: Director X.

## Список пісень

### Сторона А
1. «React» (Radio Edit)
2. «Broke Willies» (Radio Edit)
3. «Shut Em Down» [Remix] (з участю Big Pun та Noreaga)

### Сторона Б
1. «React» (TV track)
2. «Broke Willies» (TV Track)
3. «Shut Em Down» [Remix] (TV Track)